# Gadány, Somogy
Gadány  este un sat în districtul Marcal, județul Somogy, Ungaria, având o populație de 355 de locuitori (2011). 

## Demografie
Componența etnică a satului Gadány
     Maghiari (79,49%)
     Romi (17,72%)
     Germani (1,86%)
     Necunoscut (0,93%)
     Alții (0,93%)
Componența confesională a satului Gadány
     Romano-catolici (76,34%)
     Fără religie (8,73%)
     Reformați (3,1%)
     Necunoscută (10,14%)
     Alte religii (1,69%)
Conform recensământului din 2011, satul Gadány avea 355 de locuitori. Din punct de vedere etnic, majoritatea locuitorilor (79,49%) erau maghiari, existând și minorități de romi (17,72%) și germani (1,86%). Apartenența etnică nu este cunoscută în cazul a 0,93% din locuitori.  Din punct de vedere confesional, majoritatea locuitorilor (76,34%) erau romano-catolici, existând și minorități de persoane fără religie (8,73%) și reformați (3,1%). Pentru 10,14% din locuitori nu este cunoscută apartenența confesională.